# Vechea Bulgarie Mare

Stema

Vechea Bulgarie Mare - localizare între 626-650

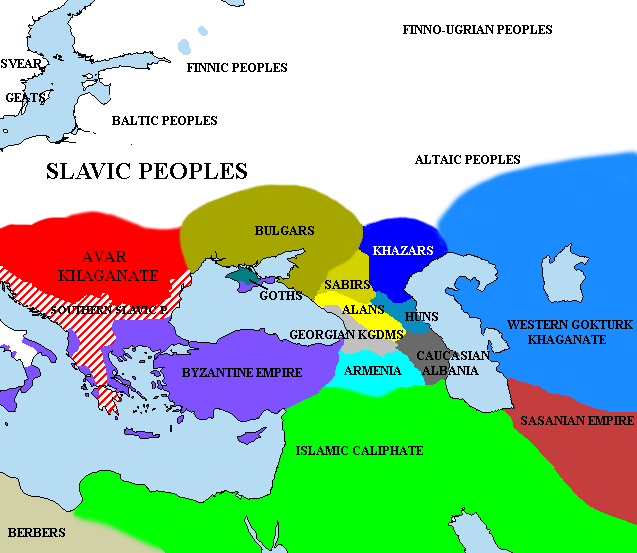
Vechea Bulgarie Mare și vecinii săi - avarii în stânga, Imperiul Bizantin / Marea Neagră în sud și hazarii în dreapta

Vechea Bulgarie Mare este un stat creat în 632 de protobulgarii conduși de hanul Kubrat, mărginit spre vest de Nistru, spre sud de Marea Neagră, spre sud-est de Munții Caucaz, și spre est de râul Volga. Imperiul Roman de Răsărit a recunoscut noul stat printr-un tratat semnat în 635.
Presiunea din partea khazarilor a avut drept rezultat pierderea părții estice a Bulgariei Mari, în a doua jumătate a secolului VII. Unii dintre bulgarii din acel teritoriu aveau să migreze spre nord-est, formând un stat cunoscut drept „Volga Bulgaria” (la confluența dintre râurile Volga și Kama), stat ce a dăinuit până în secolul al XIII-lea.

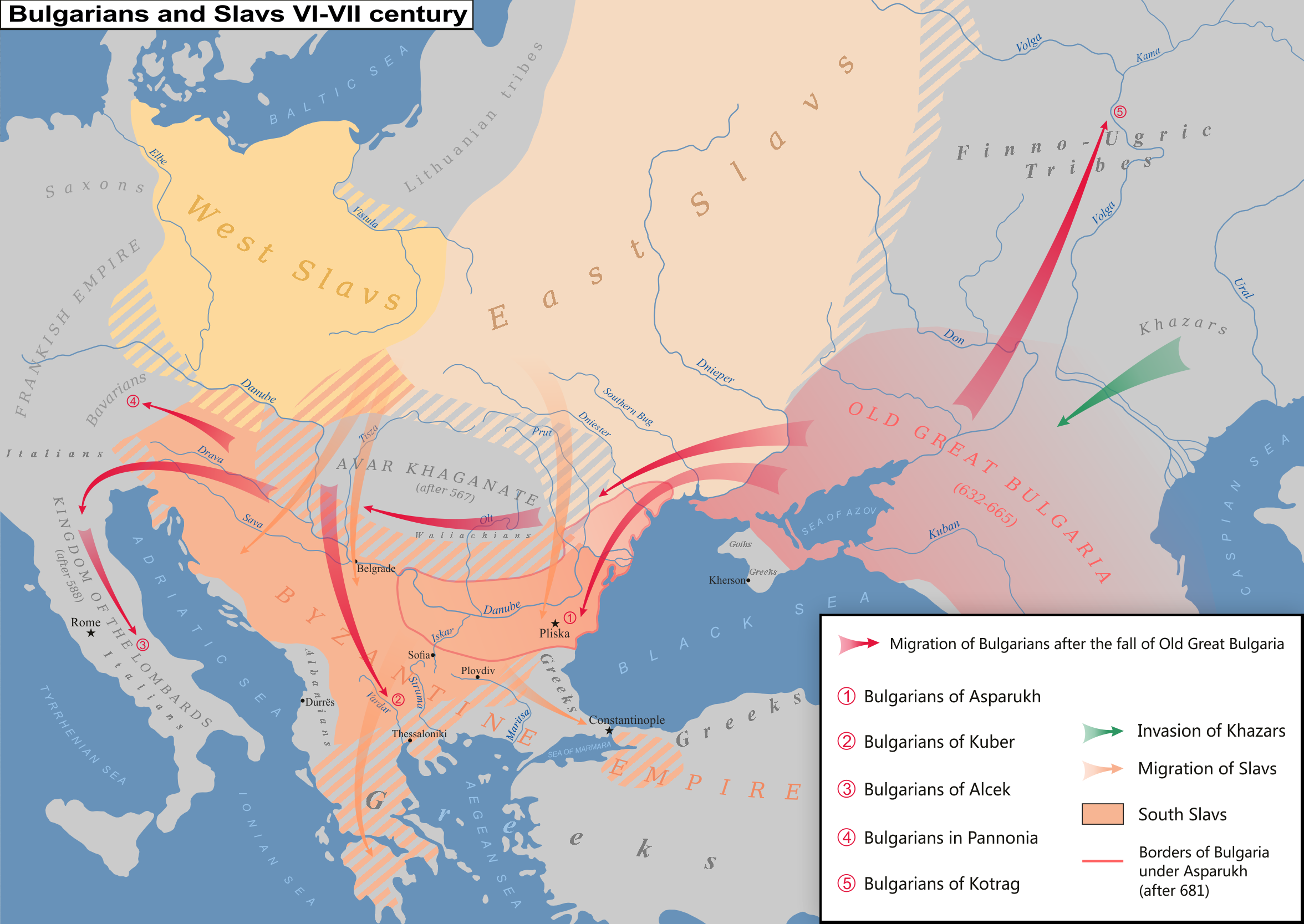
Migrațiile bulgarilor în secolele VI-VII